# Paratrigonidium coloratum
Paratrigonidium coloratum är en insektsart som beskrevs av Andrew Nelson Caudell 1927. Paratrigonidium coloratum ingår i släktet Paratrigonidium och familjen syrsor. Inga underarter finns listade i Catalogue of Life.